# Iso (bedrijf)
Iso is een Italiaans historisch merk van scooters, motorfietsen, dwergauto's en auto's.
De bedrijfsnaam was: Isothermos S.p.A., later Iso Rivolta, Bresso, Milano

## Geschiedenis
Dit bedrijf, dat was opgericht door Renzo Rivolta, hield zich aanvankelijk bezig met het aanleggen van grote thermische installaties en de productie van koelkasten. 

### Motorfietsen en scooters

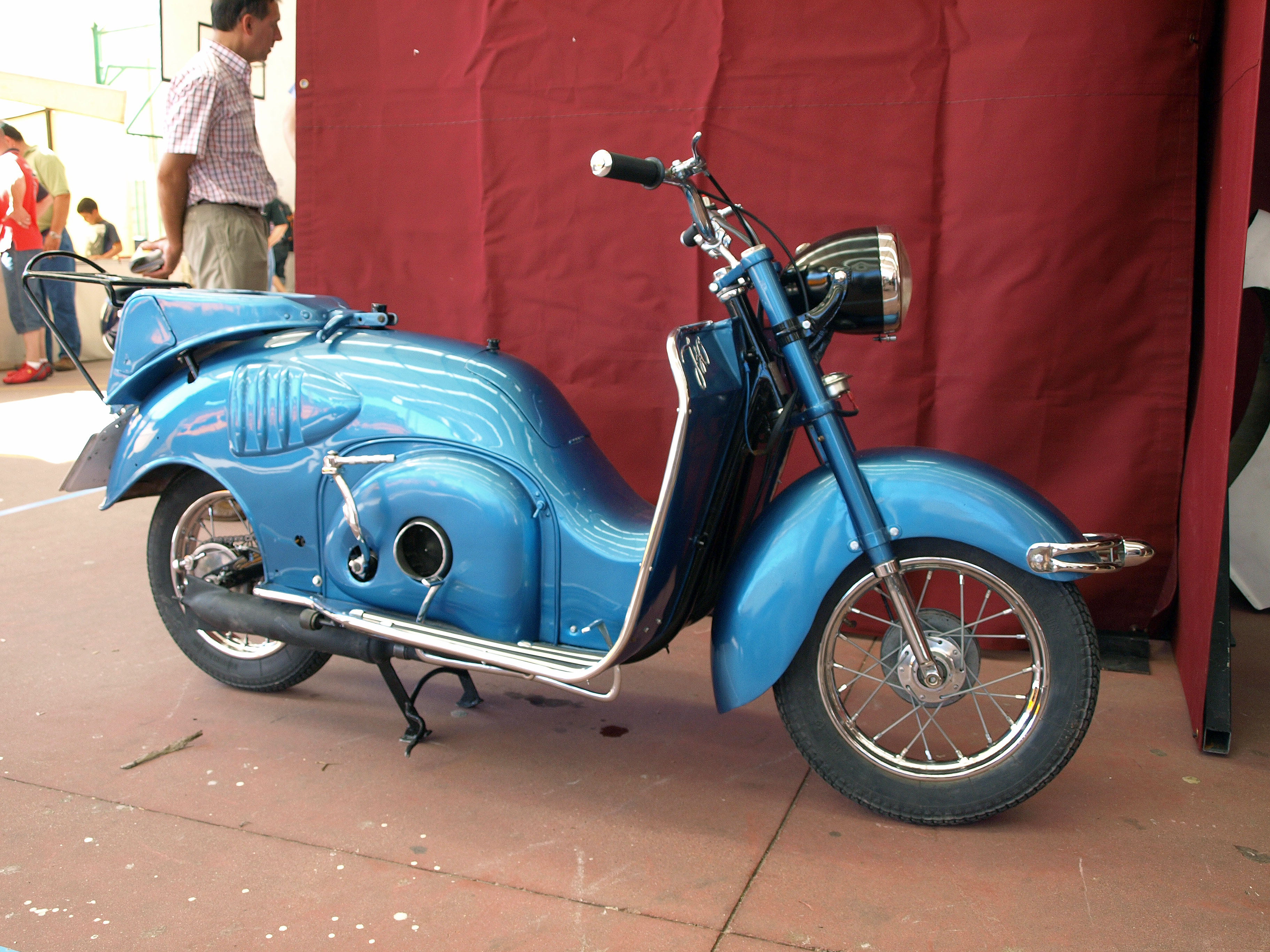
Iso 125 scooter, geproduceerd van 1953 tot 1955

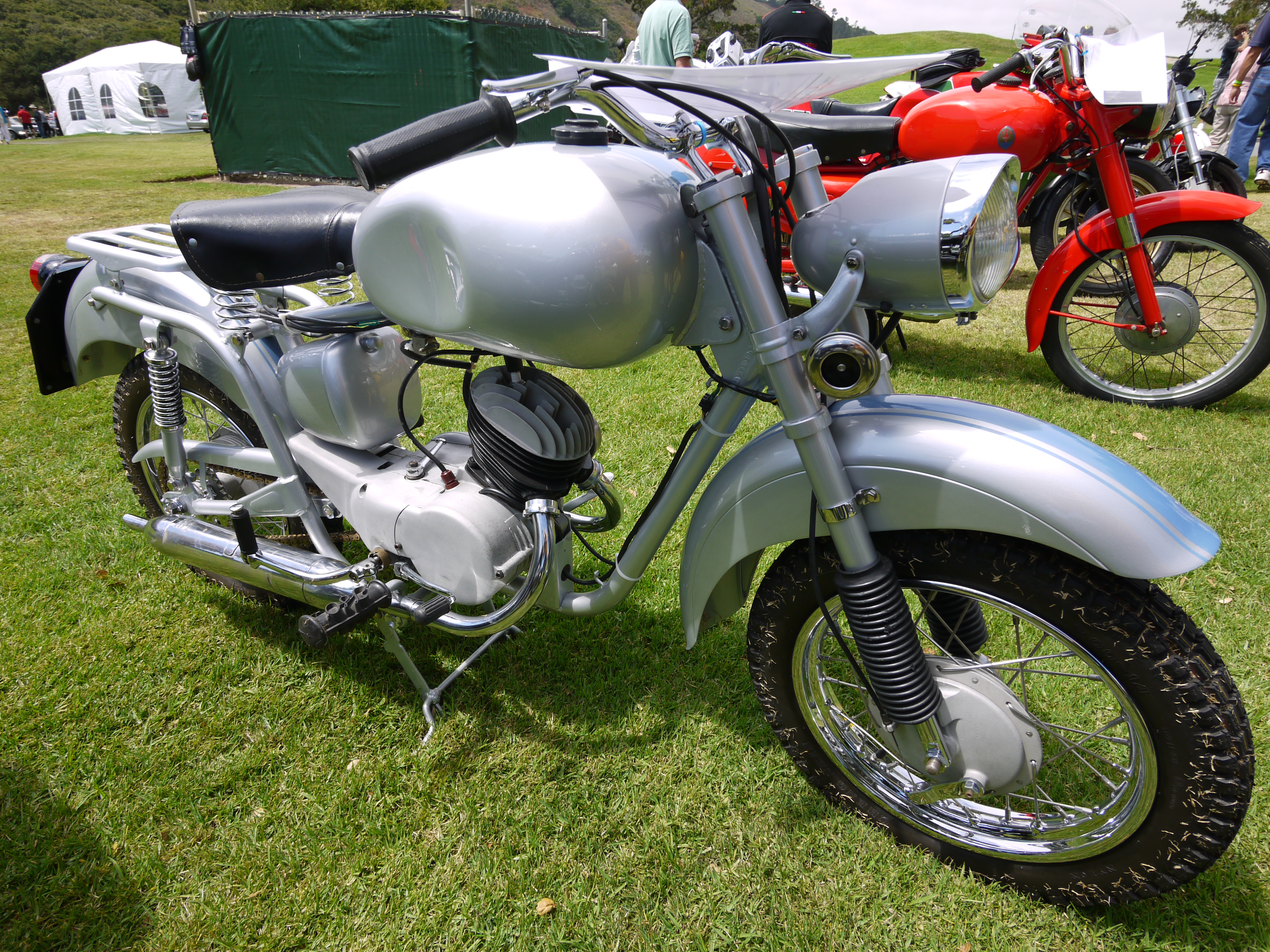
De Isomoto 125 Gran Turismo werd van 1954 tot 1959 geproduceerd

In 1948 presenteerde men de 65cc-Furetto-scooter, die echter geen groot succes werd. In 1950 werd hij opgevolgd door de 125cc-dubbelzuiger-Iso-scooter. Dit model was constructief een grote vooruitgang, met een telescoopvork aan de voorkant en een swingarm achter waren de rij-eigenschappen sterk verbeterd. Naast de scooter verscheen ook een 125cc-motorfietsje, de Isomoto 125. Dit model had - behalve het plaatwerk - veel kenmerken van een scooter, zoals de tamelijk kleine wielen. In 1952 volgde de Iso 200 met een 200cc-tweetaktmotor, vier versnellingen en cardanaandrijving, maar met plunjervering aan de achterkant. Deze machine leverde 10½ pk bij 4.800 tpm en had een topsnelheid van bijna 100 km/uur. De wielen hadden nu een diameter van 15 inch. In 1954 werd de motor vergroot tot 236 cc, waardoor de Iso 250 ontstond. Deze 236cc-motor werd ook gebruikt voor de Iso Isetta dwergauto die in 1955 op de markt kwam. In 1955 kwam Iso met een 49cc-bromfiets, de Isociclo. Daarnaast leverde men de Iso 125 scooter, de Isomoto 125 Gran Turismo, de Isomoto 125 C, een 250cc-model en de Isomoto E met een 150cc-motor. In 1956 volgde er een viertaktmodel, de Iso 175. In 1957 verscheen er een geheel nieuw ontworpen scooter, die veel overeenkomst vertoonde met de modellen van Vespa en Lambretta. Deze scooter kreeg ook een nieuwe 150cc-motor. In 1959 leverde men weer een nieuwe versie, met een duozadel.
Renzo Rivolta besloot de Iso Rivolta-sportwagen meer te gaan promoten en daarom werd de tweewielerproductie op een laag pitje gezet. Toch kwam er in 1961 nog een 499cc tweecilinder-viertakt-boxermotor. Dit model had al een elektrische startmotor en werd tijdens de motorshow in Milaan gepresenteerd, maar ging nooit in productie.

### Isetta

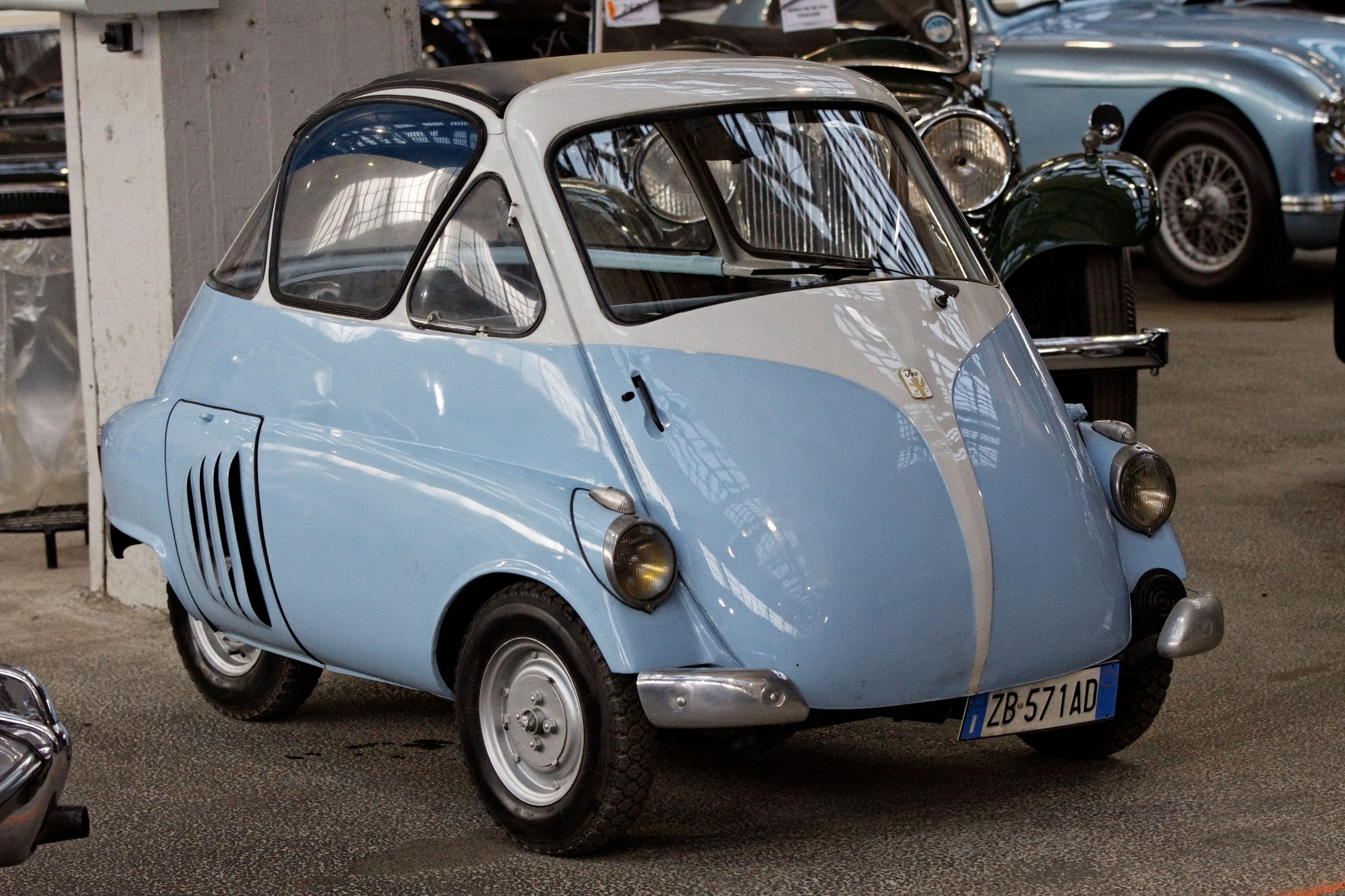
De originele Iso Isetta uit 1953 had nog een enkel achterwiel

In 1953 presenteerde Renzo Rivolta de Iso Isetta aan de pers. Het was een bijzonder model, met een eivormige carrosserie, twee voorwielen en slechts één achterwiel. De hele voorkant diende als deur, waarbij zowel het stuurwiel als de stuurkolom bij het openen opzij klapten. In geval van nood konden de inzittenden het canvas dak als nooduitgang gebruiken. Door de concurrentie van de Fiat 500 kreeg dit dwergautootje in Italië geen voet aan de grond. Er werden er slechts 1.000 geproduceerd en in 1955 werd de productie beëindigd. Dat was echter niet het einde van de Isetta, want Rivolta had de licentie verkocht aan een aantal bedrijven: Velam in Frankrijk, Iso España in Spanje, Isetta of Great Britain in Groot-Brittannië, Romi-Isetta in Brazilië en BMW in Duitsland. Ook Velam kon de productie niet lang volhouden door de concurrentie van de Renault Dauphine, maar BMW leverde de Isetta met eigen motoren in verschillende uitvoeringen tot 1962 en verkocht er meer dan 160.000 van. Romi-Isetta verkocht 3000 Isetta's, waarbij men op het laatst ook overschakelde op BMW-motoren.

### Auto's

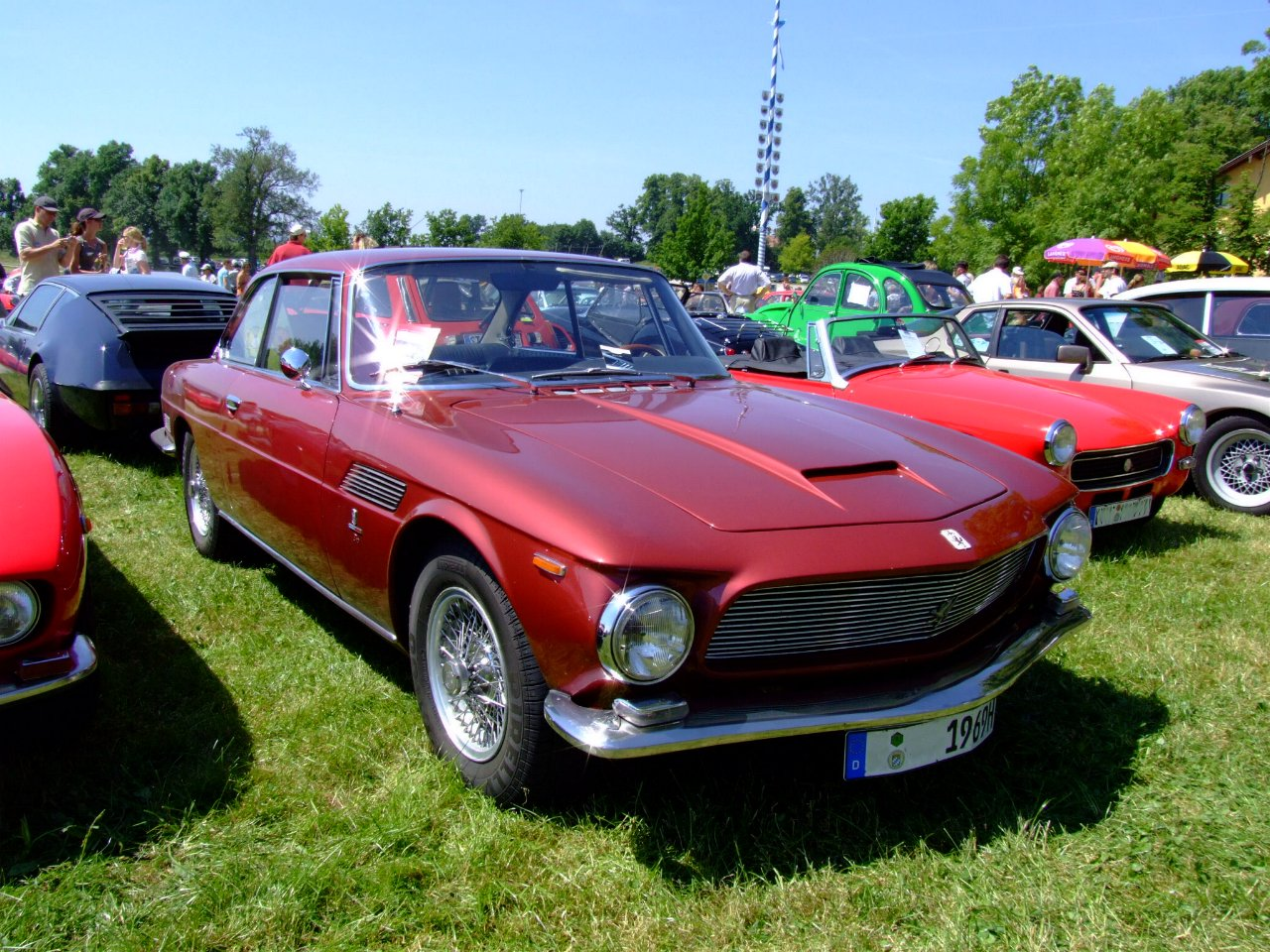
Iso Rivolta uit 1969

Rivolta richtte zich vanaf het begin van de jaren zestig op een geheel andere markt, die van zeer exclusieve en dure sportauto's. De carrosserieën werden ontworpen door Ghia en Bertone. In 1962 verscheen de Iso Rivolta met de 5,4liter-motor van de Chevrolet Corvette. In 1964 volgde de Iso Grifo-serie, die motoren van 5,4 liter tot 7 liter had. In 1967 kwam de Iso Rivolta Fidia en in 1969 de Iso Lele. In 1972 presenteerde men het prototype van de Iso Varedo, die echter niet in productie ging en in 1974 werd de hele autoproductie beëindigd.

#### Modellen
- 1962-1970 Iso Rivolta[1]
- 1963-1974 Iso Grifo[2]
- 1967-1974 Iso Rivolta Fidia[3]
- 1969-1974 Iso Lele[4]